# José Inácio da Silveira
José Inácio da Silveira (? — 27 de março de 1866) foi um militar brasileiro.

## Vida
Filho de Alexandre Inácio da Silveira e de Ana Bernardina da Penha Silveira.

## Carreira
Foi primeiro-tenente, faleceu a bordo do encouraçado Tamandaré, no bombardeio da Fortaleza de Itapiru, durante a Guerra do Paraguai.
A rua Tenente Silveira, no centro de Florianópolis, antiga rua do Governador, é assim denominada em sua homenagem.
E também em São Paulo - SP no bairro da Mooca, existe a Rua Tenente Inácio da Silveira.